# Sperrstelle Wollishofen-Sihltal

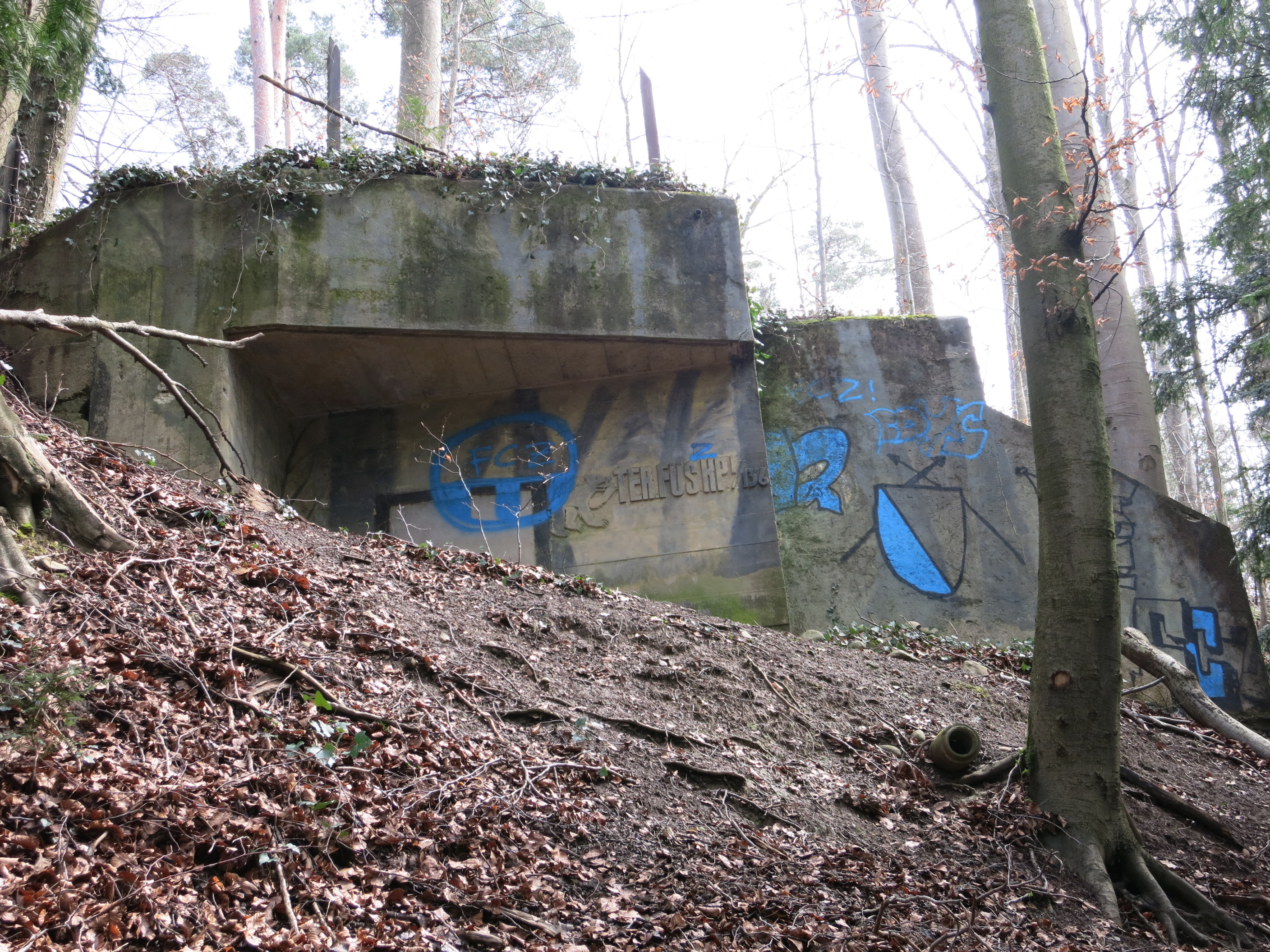
Bunker Entlisberg Sihlbogen A 4808

Die Sperrstelle Wollishofen-Sihltal war eine im Zweiten Weltkrieg von 1939 bis 1940 errichtete Sperre der Schweizer Armee, um einen gegnerischen Vorstoss durch das Sihltal Richtung Zentralschweiz zu verhindern. Die Anlagen wurden 1986 und 1994 deklassiert, sind grösstenteils noch erhalten und gelten als historisch schützenswert.

## Geschichte

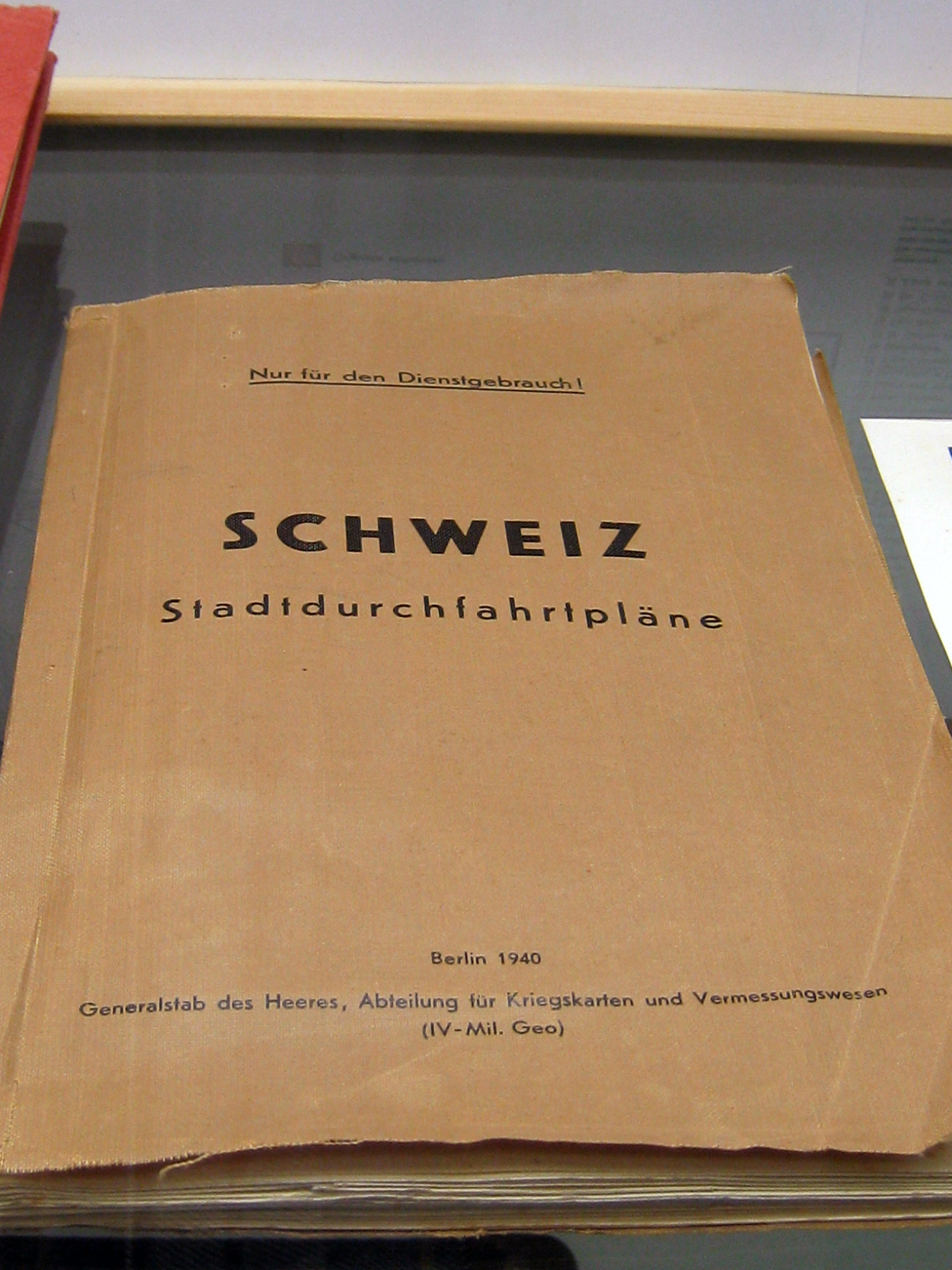
Wehrmacht 1940: Stadtdurchfahrtpläne Schweiz

Die Allgemeine Kriegsmobilmachung per 2. September 1939 konnte aufgrund der vororganisierten Detailpläne rasch und reibungslos erfolgen. Der Armeeaufmarsch erfolgte in eine Bereitschaftsstellung und aus dieser heraus in die Limmatstellung. Mit dem «Operationsbefehl Nr. 2» bestimmte General Guisan am 4. Oktober 1939 die Verbindung Sargans – Walensee – Zürichsee – Limmat – Bözberg – Hauenstein zur wichtigsten Verteidigungslinie der Schweizer Armee bei einem Angriff aus dem Norden. Diese wurde ab 27. September 1939 inklusive der Stadt Zürich befestigt. 
Zürich mit seinen strategisch wichtigen Limmatbrücken war für General Guisan ein wichtiges Bollwerk («Obstacle absolu»), das gehalten werden musste. Zur Umsetzung dieses Plans wurde das Stadtkommando Zürich als eigene Heereseinheit unter der Leitung von Oberst Hans von Schulthess (1885–1951) geschaffen. Das Platzkommando Zürich musste das linke Limmatufer halten und entsprechende Stellungen mit Hilfe mehrerer Territorialbataillone ausbauen. Bis Ende Juni 1940 wurden 95 Kampfstände und zahlreiche Drahthindernisse errichtet sowie über 3000 Spanische Reiter in Depots bereitgestellt. An den linksufrigen Brückenköpfen wurden Sprengladungen und Sperren eingebaut. 
Eine allfällige Evakuation von 170.000 Personen der Zivilbevölkerung der Stadt Zürich wurde durch das Territorialkommando 6 inklusive Verhinderung von Plünderungen der verlassenen Stadt im Detail vorbereitet und die Bevölkerung laufend über den Stand der Evakuierungsvorbereitungen informiert. Aus neutralitätspolitischen Gründen hätte eine Evakuierung erst nach einem Angriff auf die Schweiz ausgelöst werden können. Am Zürichsee wäre die rechtsufrige Bevölkerung via Meilen (Fähren und Schiffe) nach Horgen und die linksufrige nach Horgen mit Fahrzeugen auf geplanten Routen in die Innerschweiz evakuiert worden.
Nach dem Fall Frankreichs Ende Juni 1940 befahl die Armeeleitung die Einstellung der Befestigungsarbeiten, da die Limmatstellung ihre Bedeutung verloren und der General den Rückzug des Gros der Armee ins Reduit beschlossen hatte. Möglicherweise hat die befestigte Limmatstellung mit ihren 360.000 Mann starken Kampftruppen beim Entschluss der deutschen Wehrmacht, Frankreich über Belgien und Holland mit ihren schwachen Armeen und ohne Verteidigungsstellungen anzugreifen, eine Rolle gespielt.
In Kalten Krieg gehörte die Sperrstelle zum Einsatzraum der Felddivision 5.

## Geländepanzerhindernis Leimbach-Wollishofen
Die Sperrstelle Wollishofen-Sihltal war das erste durch das Stadtkommando Zürich im Rahmen der Limmatstellung begonnene Befestigungsobjekt. Mit ihr konnte die wichtige Verbindungsachse zwischen der Stadt Zürich (Gebiet Brunau) in Richtung Leimbach und weiter nach Zug und Luzern gesperrt werden.
Das rund zwei Kilometer lange Geländepanzerhindernis (GPH T 2505) erstreckte sich vom Fuss der Albiskette bei Manegg (Panzerbarrikadenmagazin, Frymannstrasse 110, Zürich-Leimbach)⊙ bis an den Zürichsee (Seestrasse 497, Zürich-Wollishofen)⊙. Neben Steckschienen, Betonhöckern und Betonpfählen wurden Seilsperren, Tankmauern und Tankgräben gebaut. Es gab die fünf Panzerbarrikaden Frymannstrasse Nord (T 2505.01) und Süd (T 2505.02) sowie Zwirner- (T 2505.03), Leimbach- (T 2505.04) und Bruchstrasse (T 2505.5) ⊙ sowie die Seilsperre durch die Sihl (Z 136). Der Tankgraben von der Frymannstrasse 110 bis zur Zwirnerstrasse 300 war bis 3,5 Meter tief und beidseitig mit 1,2 Meter dicken Betonmauern versehen. Sprengobjekte waren die Strassenbrücke über die Sihl in Leimbach (M 2292) und die Eisenbahnbrücke über die Sihl bei Leimbach (M 2293).
Das Hindernis wurde in den Jahren 1939 und 1940 durch die Truppenteile Motorsappeurkompanie III/24, die Füsilierbataillone 62, 63, 68, 71, Territorialbataillone 156 und 157 des Territorialregiments 83, Hilfdienstbaudetachemente 19, 20, 305, 306 und unter Zuzug von privaten Bauunternehmungen wie Walo Bertschinger und J. J. Weilenmann erstellt.

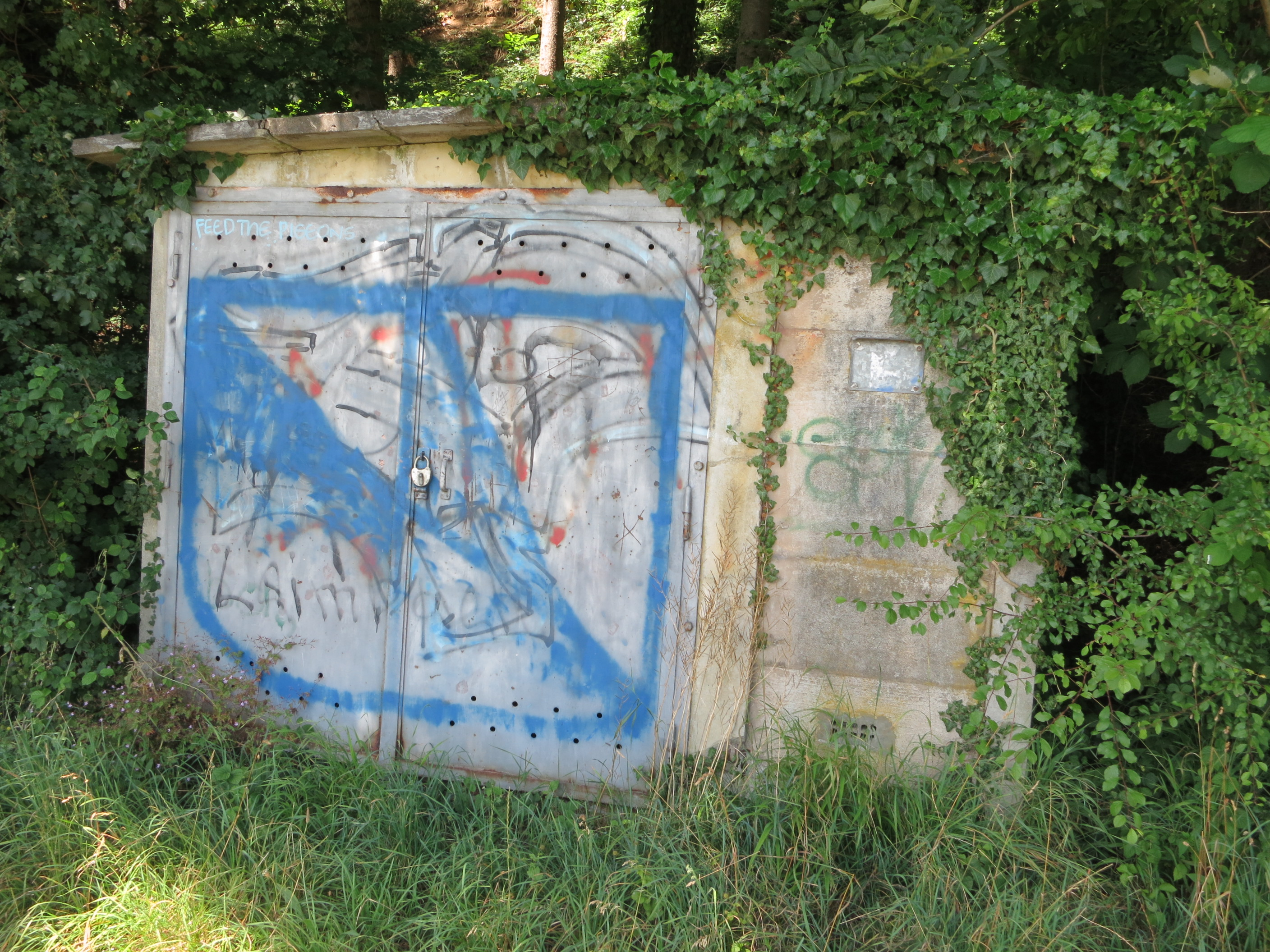
Panzerbarrikadenmagazin Frymannstrasse
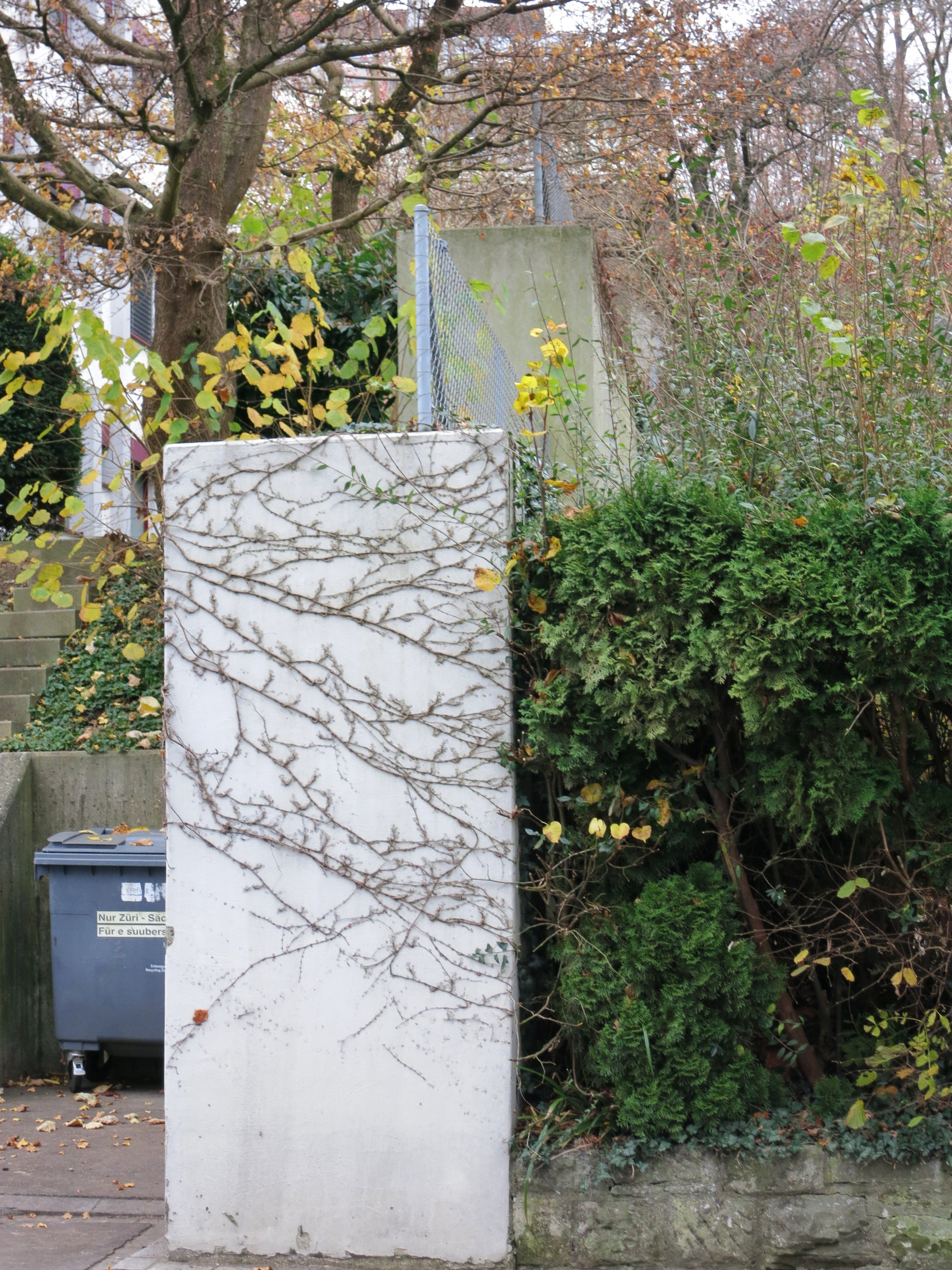
Tankmauer Kilchbergstrasse
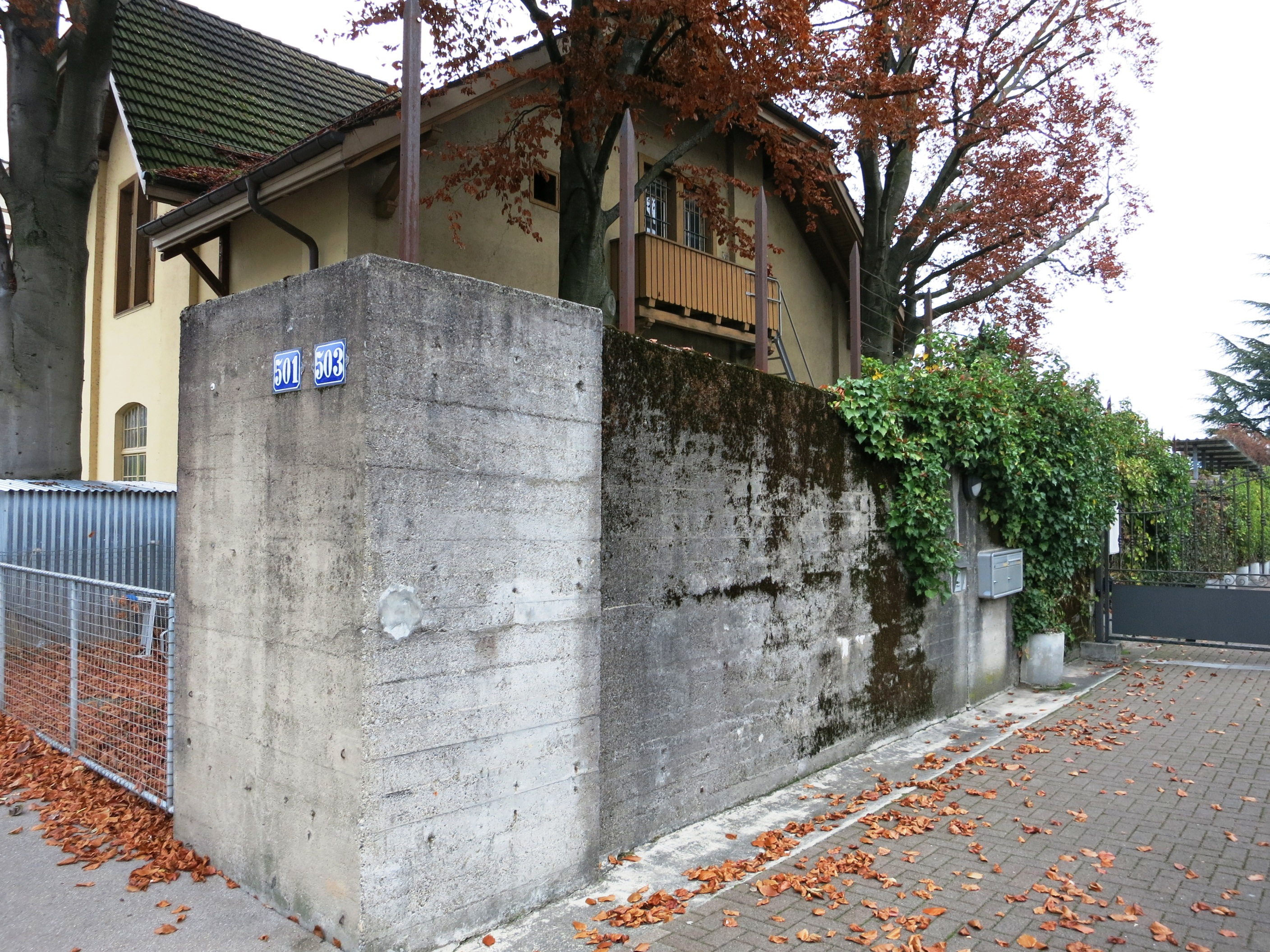
Tankmauer Seestrasse
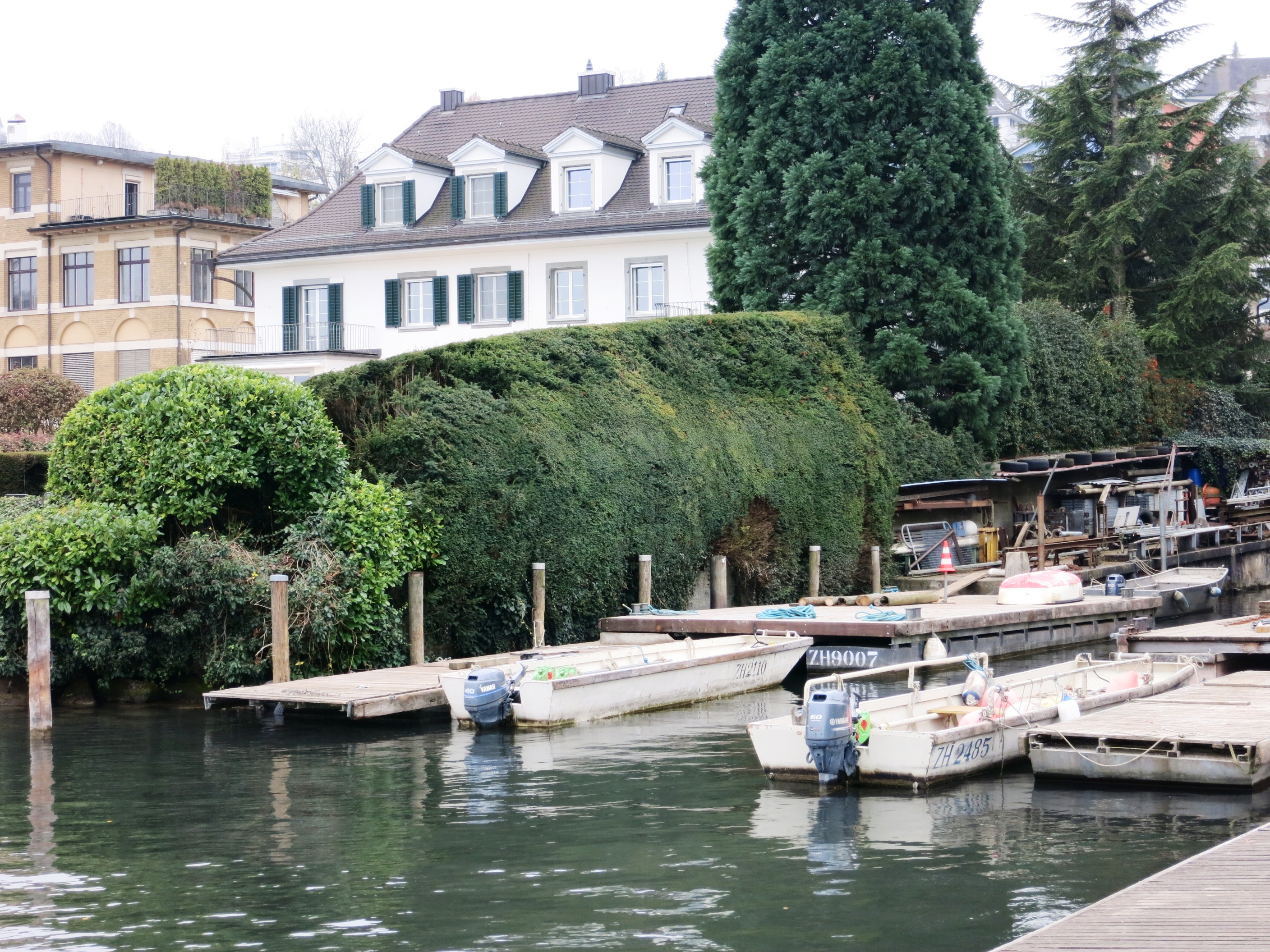
Tankmauer Zürichsee

## Permanente Waffenstellungen Entlisberg und Manegg
Um Infanterieangriffe und vorrückende Sprengtrupps abzuhalten, wurden die Geländepanzerhindernisse von Bunkern flankiert und zusätzlich mit Drahtverhauen umgeben. Gleichzeitig erschwerten die Hindernisse Panzerangriffe auf die Bunkerstellungen. Die Bunker wurden beidseits des Eingangs zum Sihltal auf dem Entlisberg (Wollishofen) und am Albishang (Manegg, Leimbach) gebaut, um sich gegenseitig Feuerschutz geben zu können.  
Bei Manegg gibt es zwei permanente Waffenstellungen (A 4805 ⊙ und A 4806 mit Halbzugsunterstand ⊙) und auf dem Entlisberg sechs permanente Waffenstellungen (A 4807 ⊙, A 4808 ⊙, A 4809 ⊙, A 4810 ⊙, A 4811 ⊙, A 4812 ⊙) sowie den Kommandoposten (A 4813) Entlisbergwald-Lochen ⊙. Drei weitere Bunker verteilten sich entlang der Tankmauer Richtung See am Rolliweg (A 4814) ⊙, Auf der Egg (A 4815) und an der Seeblickstrasse (A 4816).
Die Bewaffnung der Bunker bestand ursprünglich aus einem Leichtmaschinengewehr oder einem Maschinengewehr. 1943 wurden Kühlvorrichtungen eingebaut, um das Leichtmaschinengewehr mit einem Maschinengewehr ersetzen zu können. Der nach der Norm des eidgenössischen Büros für Befestigungsbauten (BBB) erstellte zweistöckige Infanteriebunker A 4806 (Frymannstrasse, Waldrand) hatte neben dem Maschinengewehr- einen Tankbüchsenstand.

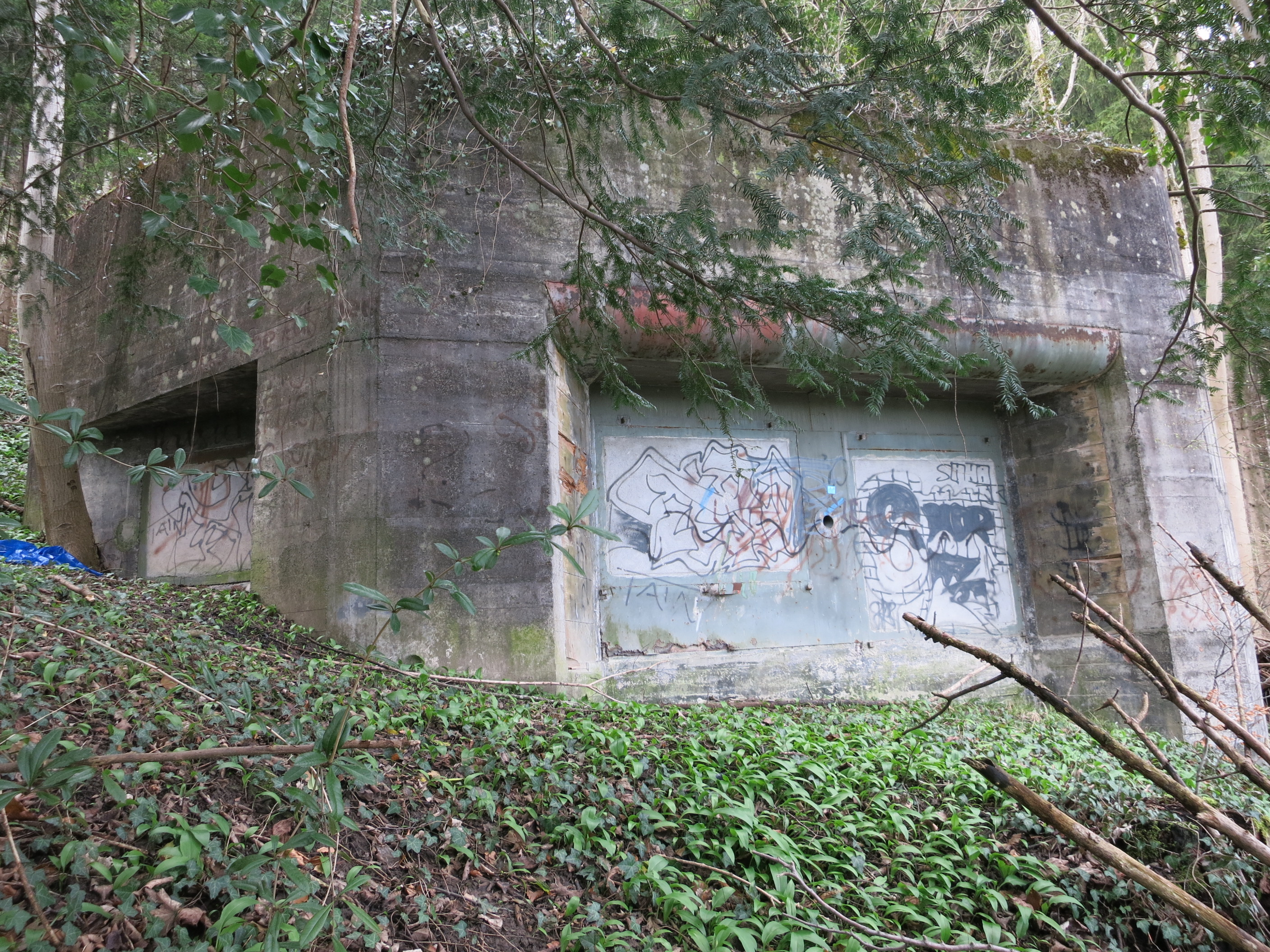
Bunker Manegg Süd A 4806
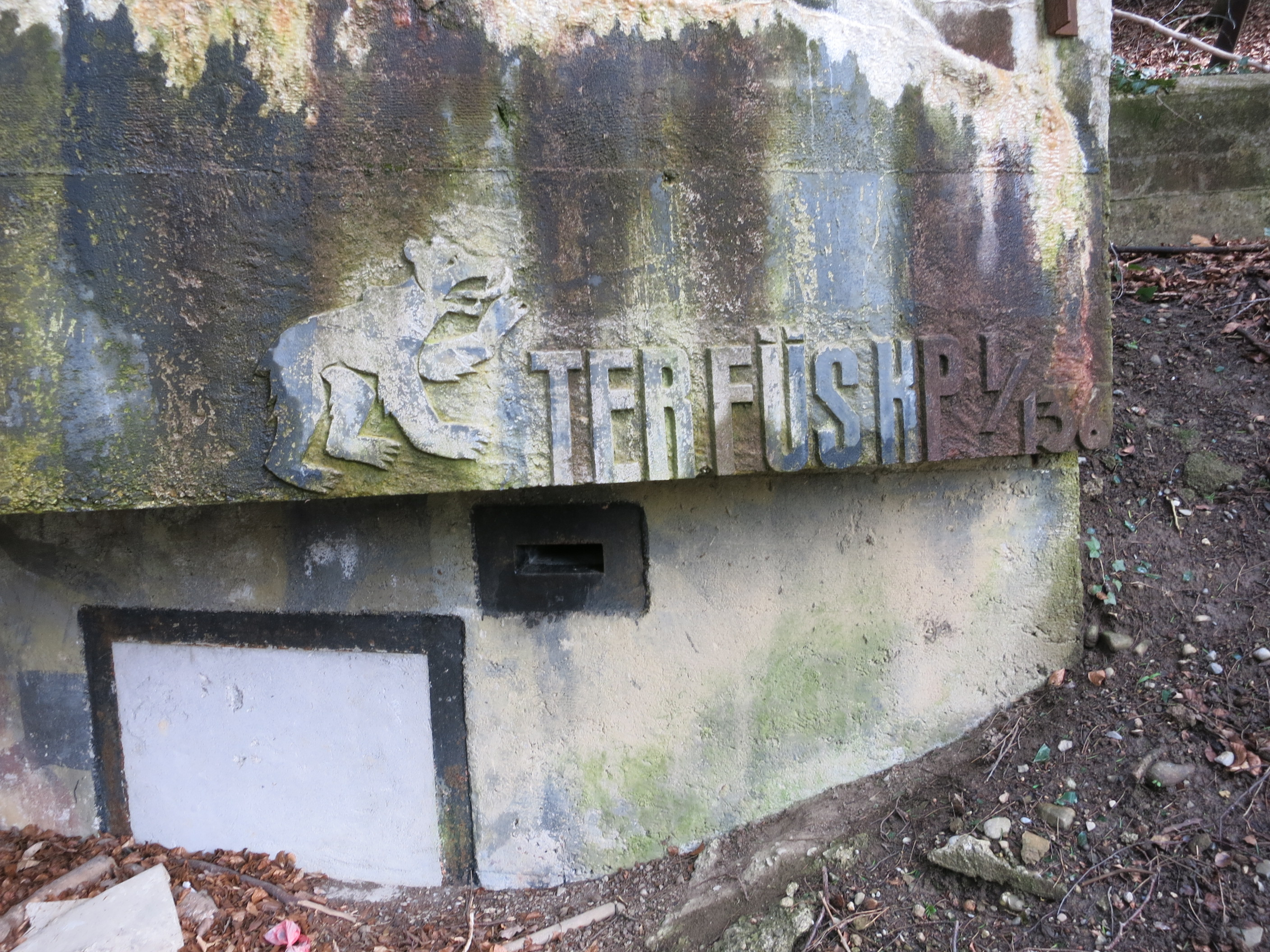
Entlisberg Nord A 4807
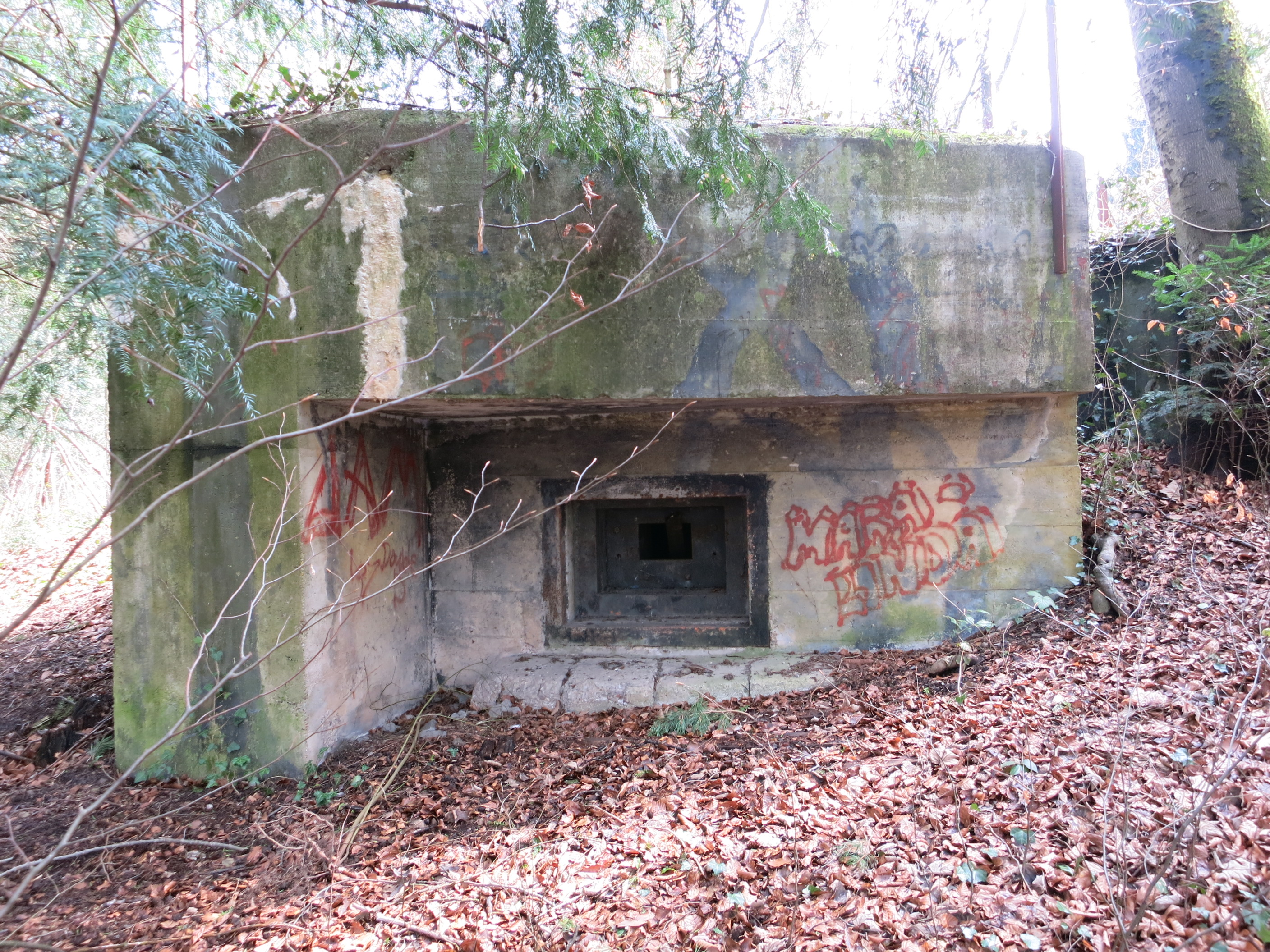
Entlisberg Paradis A 4809
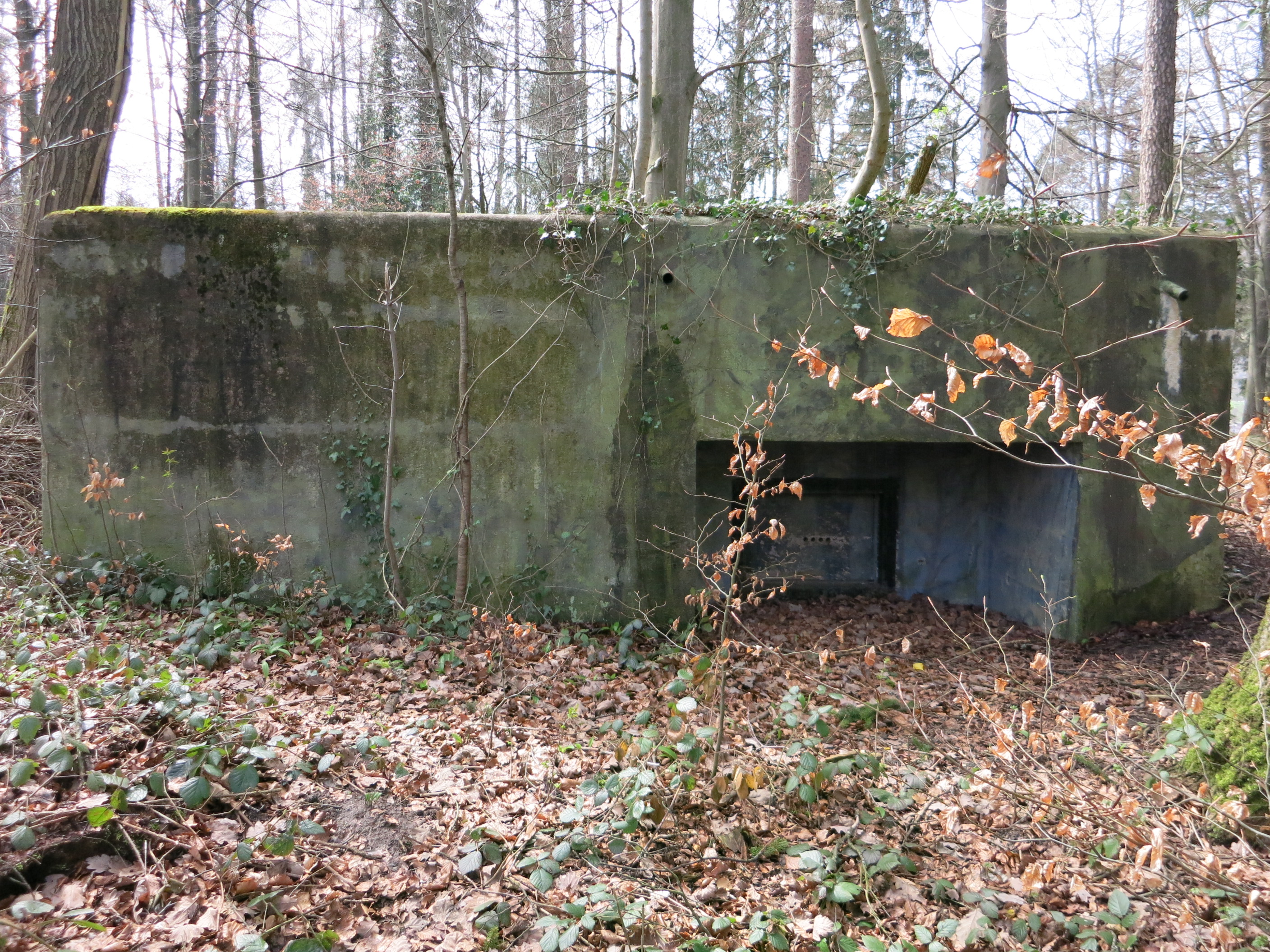
Entlisberg Gstalder A 4812

## Permanente Waffenstellungen Adliswil und Kilchberg
- Bunker für 8.4-cm-Kanone Löchli A 4800 Adliswil		⊙
- Bunker für 8.4-cm-Kanone Löchli A 4801 Adliswil		⊙
- Unterstand 3 A 4802 Adliswil		⊙
- Bunker für 4.7-cm-Infanteriekanone A 4803 Adliswil		⊙
- Unterstand  2 Chopfholz A 4804 Adliswil		⊙
- Mg-Bunker A 4823 Morfanlage,  Kilchberg		⊙
- Mg-Bunker A 4825 Schilfmatt, Kilchberg		⊙
- Mg-Bunker A 4826 Widmer-Land, Kilchberg		⊙